# Medellín, Spanien
Medellín (spanskt uttal: [meðeˈʎin]) är en ort och kommun i provinsen Badajoz i den autonoma regionen Extremadura i västra Spanien. Orten ligger vid floden Guadiana, cirka 88 kilometer öster om Badajoz. Kommunen har 2 237 invånare (2024), på en yta av 64,95 km².
Den spanske conquistadoren Hernán Cortés föddes i Medellín.